# 喀耳刻

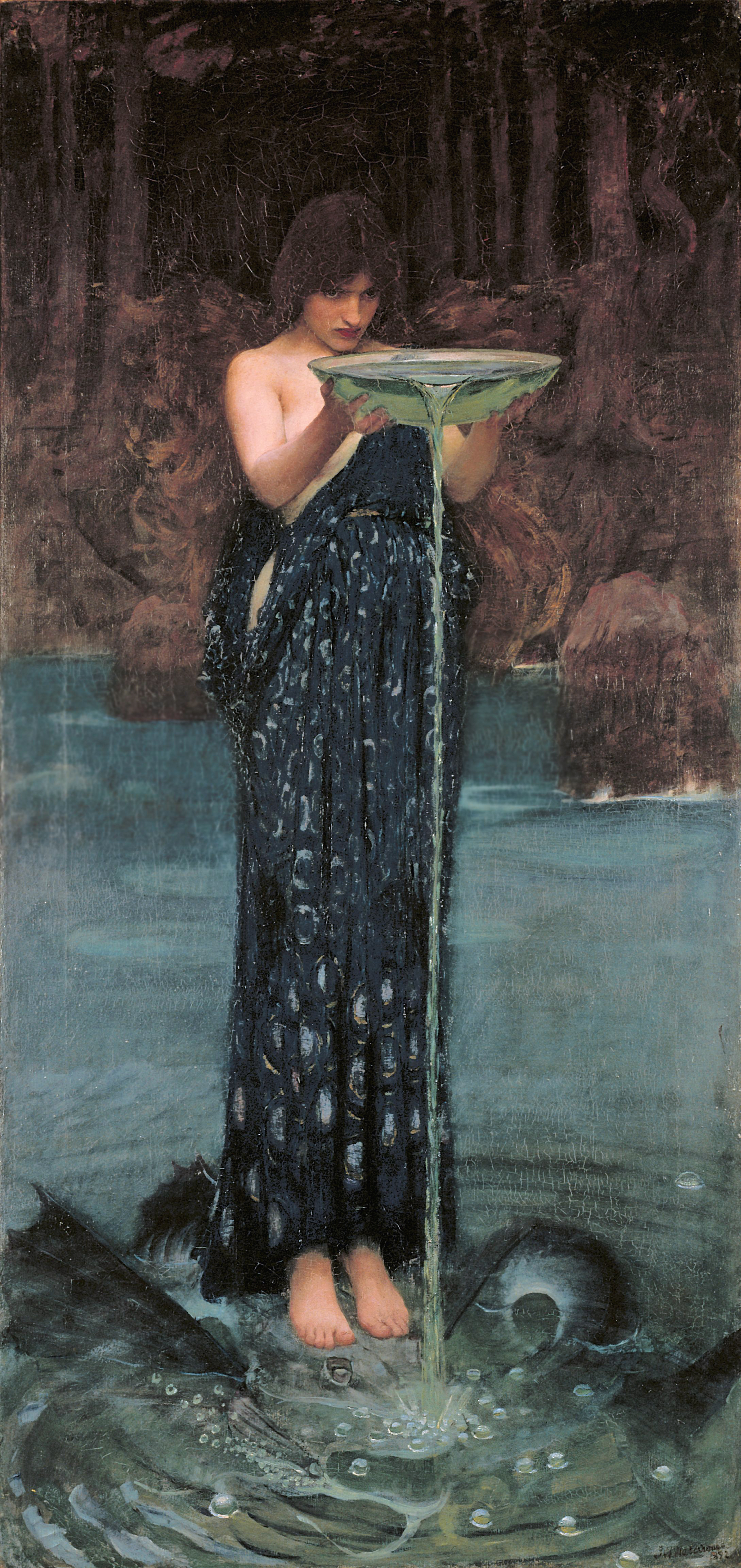
《喀耳刻下毒》由约翰·威廉姆·沃特豪斯于1892年所绘的油画。画中描述了《變形記》中所记载的一个小插曲。讲述了海神格劳克斯爱上水泽仙女斯库拉而被遭到拒绝，后来格劳克斯便向喀耳刻寻求帮助，由于喀耳刻爱恋着格劳克斯而决心彻底除掉斯库拉。于是，喀耳刻便偷偷在斯库拉经常沐浴的海域里下毒，使得斯库拉中毒后变成了水怪。

喀耳刻（又译作色琦、瑟茜或瑟西、古希腊语：Κίρκη Kírkē）是希腊神话中住在艾尤岛上的一位令人畏惧的女神。在古希腊文学作品中，她善于运用魔药，并经常以此使她的敌人以及反抗她的人变成怪物。她是古太阳神赫利俄斯的女儿，拥有火红色的长发。她是女巫、女妖、巫婆等称呼的代名词。

## 出生背景
奧維德的《變形記》中記載“於是就向日神索爾（Sol）之女喀爾刻的奇異的洞窟走去。”意思为喀耳刻是提坦神（Titanes）與海仙佩爾瑟所生的女儿，貌美，擅妖術。
赫西俄德的《神譜》中記載“大洋神俄刻阿诺斯之女珀耳塞伊斯（Perseis）给永不疲倦的赫利俄斯（Helios）生下了喀耳刻和国王埃厄忒斯（Aeetes）。把光明带给人类的赫利俄斯的儿子埃厄忒斯，根据众神的意愿，娶了水流完善的大洋神之女、脸蛋漂亮的伊底伊阿（Idyia）为妻。金色阿佛洛狄忒的神力使她陷入了对这位国王的爱恋之中，为他生了美踝的美狄亚（Medea）。”意思为喀耳刻是許佩里翁（Hyperion）之子—赫利俄斯（Helios）与海神俄刻阿诺斯之女—珀耳塞伊斯的女兒。

## 传说故事
在《奥德赛》的故事中，喀耳刻将自己的丈夫—萨尔玛提亚国王毒死以后，便前往艾尤岛隐居起来。直到特洛伊战争结束之后，奥德修斯一行人在返回国土的途中来到了喀耳刻所在的艾尤岛，喀耳刻盛情地邀请他的船员到岛上大餐一顿，她却不怀好心地在食物中放入了药水，使那些船员们吃下食物后全都变成豬。其中一名船员欧里罗科斯（Eurylochus）逃脱后便立即回到船队里，将情况报告给了奥德修斯。同行的信使赫耳墨斯建议奥德修斯利用草药（Moly）去抵抗喀耳刻的魔法。经过一夜的努力之后，喀耳刻被打败，船员们被一一恢复了人形。因此，奥德修斯获得了喀耳刻的爱情，并承诺会在未来一年中帮助他返回家乡。他们在艾尤岛上整整居住了一年，之后喀耳刻建议奥德修斯经由墨西拿海峡返回家乡，但在这个海峡上他将会遇到名为卡律布狄斯（Charybdis）的危险漩涡和塞壬女妖。喀耳刻便告诉了他如何通过塞壬女妖们海岛的方法。在喀耳刻的帮助下，奥德修斯顺利地完成了下一段征程。后来喀耳刻因为情人移情别恋，格勞克斯爱上了美丽的斯库拉而大为恼火，她施法将斯库拉变成了一只怪物。

## 后代
根据古希腊学者哈利卡納蘇斯的戴歐尼修斯引用撒历史学家那哥拿斯的著作，喀耳刻和奥德修斯有三个儿子分别是罗莫斯（Romus），安德依阿斯（Anteias）和阿德依阿斯（Ateias）。他们分别建立了三座意大利城市罗马，安提乌姆（Antium）以及埃代（Ardea）。

## 其他记载
在往后的希腊作品中，记载了喀耳刻使用魔法将别人变成怪物的故事。例如将她所爱但却不喜欢她的皮古斯（picus）变成啄木鸟，将斯库拉变成海妖。

## 流行文化中的喀耳刻

### 文學
- 《波西傑克森—妖魔之海》（2006），青年小說。雷克·萊爾頓所著的《波西傑克森》系列的其中一集。喀耳刻作為反派角色登場。
- 《Rise of the Warrior》（2013），視覺文學。電子遊戲戰神系列的衍生作品之一。

### 漫畫
- 在DC宇宙中，喀耳刻是神力女超人的敵人。
- 在漫威宇宙中，有一位以喀耳刻為原型的超級英雄「Sersi」。

### 影視
- 《武士屠龍》（1983），義大利與美國合拍的電影，由蜜蕾拉·德安傑洛（英语：Mirella D'Angelo）飾演。
- 《亞特蘭蒂斯 (電視劇)》（2013），英國電視劇，喀耳刻出現在第六集和第十二集，由露西·科胡（英语：Lucy Cohu）飾演。
- 《唐老鴨俱樂部》，美國卡通影集，喀耳刻出現在其中一集。

### 遊戲
- 《神話世紀》（2002），即時戰略遊戲。
- 《超神英雄》（2010），多人線上戰鬥競技場遊戲。
- 《神魔之塔》（2013），手機遊戲。
- 《Fate/Grand Order》（2017），手機遊戲。以從者「Caster」的職階登場，配音員為茜屋日海夏。